# European Launch Vehicle
Pour les articles homonymes, voir ELV.
European Launch Vehicle, ou ELV S.p.A., est une entreprise commune créée par l'Agence spatiale italienne (30 %) et Avio S.p.A (70 %). Elle est engagée dans la construction du lanceur Vega.